# Rial de sa Clavella
Rial de sa Clavella és un carrer d'Arenys de Mar (Maresme) amb diversos edificis que formen part de l'Inventari del Patrimoni Arquitectònic de Catalunya. Aquesta via pública transcorre sobre el traçat del rial que porta el mateix nom i que, canalitzat en el seu tram final, desemboca a la Riera d'Arenys.

## El rial
El rial de sa Clavella naixia en el terme municipal d'Arenys de Munt però la seva conca va ser escapçada i partida per les obres de l'Autopista del Maresme (l'actual tram de la C-32 al nord de la comarca). És un rial fortament humanitzat, tant pels espais agrícoles que l'han vorejat com tot el nucli urbà arenyenc que hi ha crescut a sobre convertint-lo en un carrer més d'Arenys de Mar.
La construcció de l'autopista ha estat molt traumàtica per aquest rial donat que, per una banda, han impermeabilitzat tota la llera amb ciment, i per altra, va escapçar el seu tram superior per construir-hi el peatge i se'n van modificar el seu traçat. Les lleres del rials i tot l'espai espais situat entre el Parc de Lurdes i l'autopista es preveu que s'urbanitzin completament els propers anys. La qualificació i activitat agricola s'hi manté en el tram dins el terme d'Arenys de Munt.

## Les cases dels números 22 al 30
El  Rial de sa Clavella té diverses cases i conjunts urbanístics protegits com a bé cultural d'interès local (BCIL). Les cases dels números 22 al 30 són un conjunt de cases entre mitgeres de tres plantes cadascuna. Tenen portal i finestra a la planta baixa, balcó corregut amb dues obertures al primer pis i dos balconets al segon. Algunes de les cases tenen esgrafiats o motllures a les façanes. Les reixes i les baranes són de ferro, El coronament és d'obra i fa un element amb punt rodó al bell mig d'aquest.

## Número 12
El número 12 del carrer Rial de sa Clavella és una obra del municipi d'Arenys de Mar (Maresme) protegida com a bé cultural d'interès local. És una casa de tres plantes, amb totes les obertures emmarcades amb pedra. Composició simètrica se la façana, al primer pis hi ha un balcó a sobre mateix de la porta d'entrada i una finestra a sobre d'una altra que hi ha a la planta baixa, el mateix esquema s'empra al segon pis. Les reixes i les baranes dels balcons són de ferro. Petita cornisa que corona la façana. A partir d'aquesta casa s'eixampla la vorera del Rial.
Les obertures són les típiques que trobem a la població durant el segle xviii, ja que aquestes són les que més abunden. Les llindes, en aquest cas, són rectes.

## Número 71
El número 71 del carrer Rial de sa Clavella és una obra d'Arenys de Mar (Maresme) inclosa a l'Inventari del Patrimoni Arquitectònic de Catalunya. Edifici gran que fa cantonada. Consta de tres plantes i unes golfes. A la planta baixa hi ha la porta d'entrada, un portal del segle xix, més alt i estilitzat que en els períodes anteriors. El brancal i la llinda són rectes i estret. Hi ha també dues finestres amb reixes a cada banda. Al primer pis hi ha un balcó corregut, dues obertures en forma d'arc apuntat, en el segon pis els dos balcons són independents i les obertures continuen amb la forma d'arc apuntat. Al tercer hi ha una filera de finestretes d'arc de mig punt separades per columnes. La cornisa acaba amb un ràfec gran que fa cantonada amb rajoles. A la cantonada del segon pis hi ha una garita de fusta i vidres i amb la coberta de teules. La casa és un conjunt d'estils i formes i la façana de la planta baixa està pintada.
A la planta baixa hi ha un panell de rajola que indica que aquí visqué Joaquim Ruyra.

## Galeria d'imatges

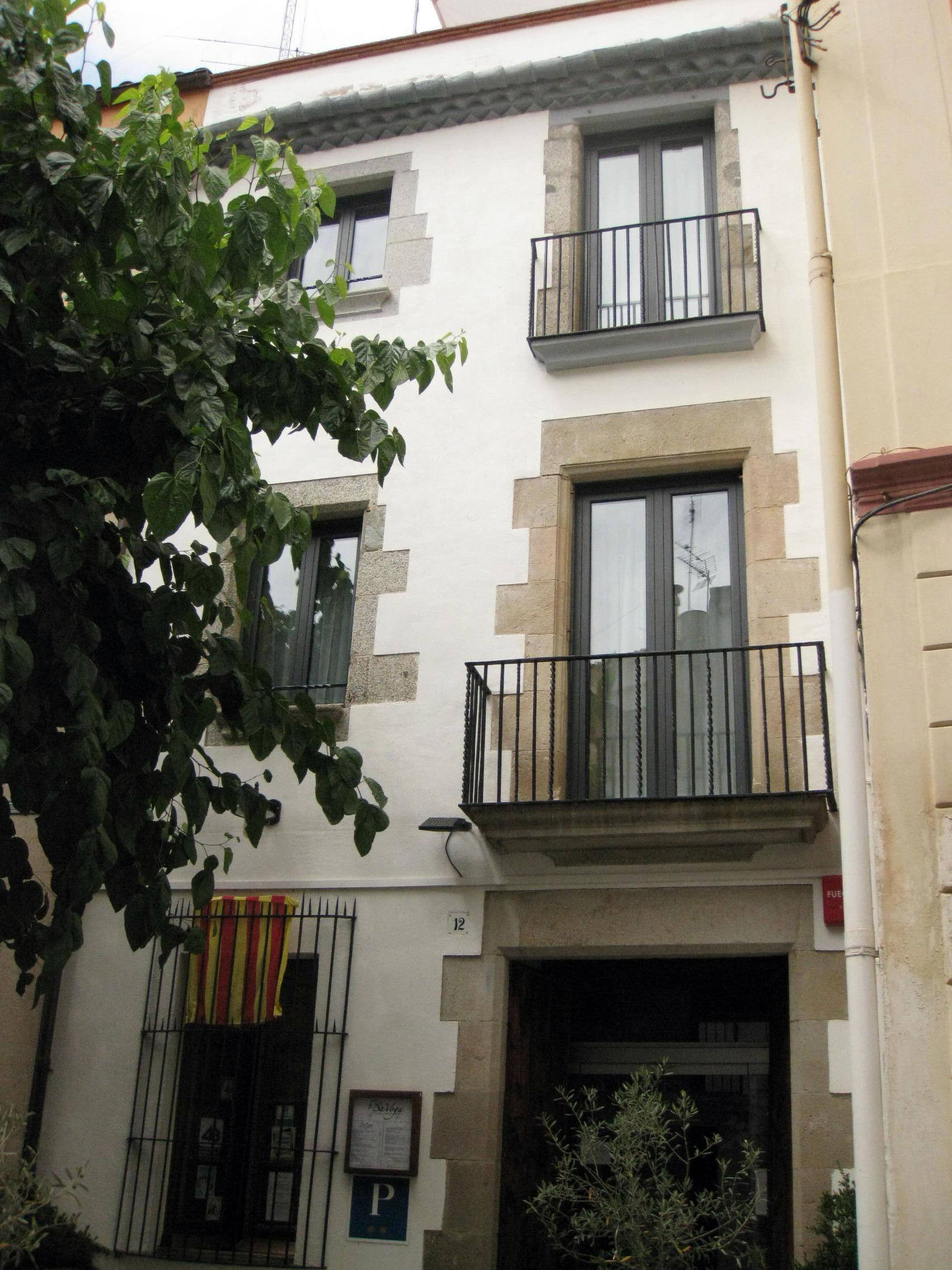
Número 12
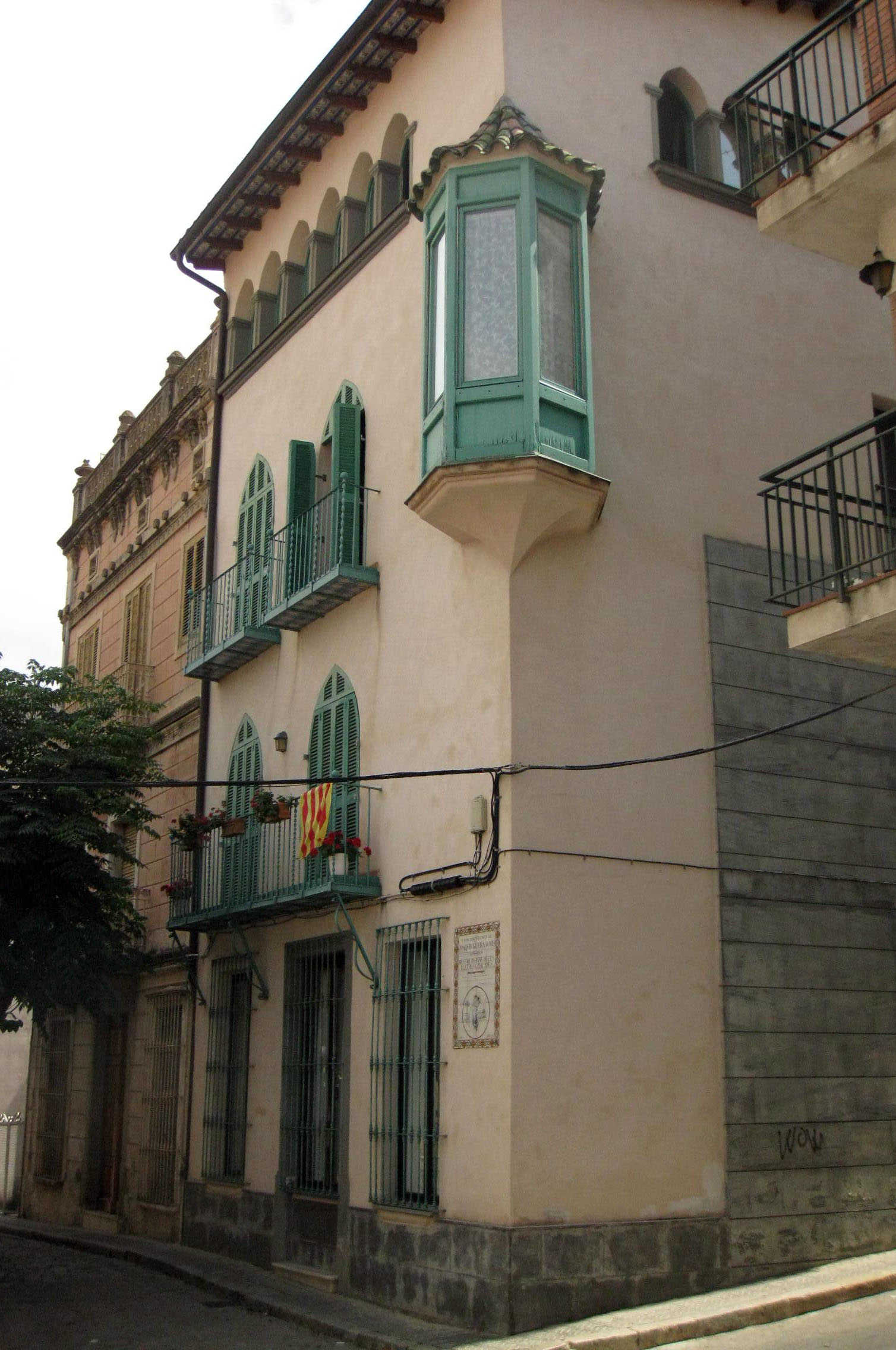
Número 71